# Kansas City Chiefs
I Kansas City Chiefs sono una squadra di football americano della NFL con sede a Kansas City, nello stato del Missouri. Competono nella West Division della American Football Conference. 
La squadra è legalmente registrata col nome di Kansas City Chiefs Football Club, Incorporated e al 2024, secondo la rivista Forbes, il valore dei Chiefs è di circa 4,85 miliardi di dollari, ventiquattresimi tra le franchigie della NFL.
Nati in origine come Dallas Texans, furono fondati da Lamar Hunt nel 1960 come membro originario della American Football League (AFL). Nel 1963 si trasferirono a Kansas City assumendo il nome attuale e si unirono alla NFL nel 1970 dopo la fusione delle due leghe. Dal 1960 al 1969, i Chiefs sono stati una franchigia di successo nella AFL, vincendo tre campionati (nel 1962, 1966 e 1969) e terminando con un record nella lega di 92–50–5. Furono la seconda squadra della AFL (dopo i New York Jets) a vincere il Super Bowl, dove superarono i Minnesota Vikings. Per il titolo successivo la squadra dovette attendere cinquant'anni, quando conquistò il Super Bowl LIV nel 2019 battendo i San Francisco 49ers per 31-20. I Chiefs furono la seconda squadra, dopo i Green Bay Packers, ad apparire in più di un Super Bowl, e la prima a qualificarvisi in due diversi decenni.

## Storia
Nel 1959 Lamar Hunt iniziò le discussioni con altri uomini d'affari per dare vita a una lega di football americano che potesse rivaleggiare con la National Football League. L'American Football League nacque l'anno successivo e Hunt stabilì la propria squadra a Dallas col nome di Texans. Questa vi rimase per tre stagioni, vincendo il campionato AFL nel 1962 sotto la guida dell'allenatore Hank Stram. Per evitare la concorrenza dei Dallas Cowboys, nel 1963 la franchigia si trasferì a Kansas City cambiando il nome in Chiefs. Dal 1964 al 1969 la squadra visse il suo periodo d'oro. Tornò a vincere il campionato AFL nel 1966, venendo poi sconfitta nel Super Bowl I dai Green Bay Packers. Tre anni dopo i Chiefs conquistarono il loro terzo titolo AFL e batterono i favoriti Minnesota Vikings nel Super Bowl IV. MVP della gara fu il quarterback Len Dawson.
Nel 1970 AFL e NFL si fusero. I Chiefs l'anno successivo fece registrare l'ultima apparizione ai playoff per 15 anni. Nel 1982 la squadra ebbe il suo primo record positivo dal 1973. Quattro anni dopo tornò ai playoff sotto la direzione dell'allenatore Marv Levy, venendo eliminata dai New York Jets. Dopo altre due stagioni negative, nel 1989 fu ingaggiato l'ex allenatore dei Cleveland Browns Marty Schottenheimer. La prima scelta nel draft dell'era del nuovo general manager Peterson fu il miglior giocatore della franchigia per il successivo decennio, il linebacker Derrick Thomas, selezionato come quarto assoluto.
Nel 1990 la squadra tornò ai playoff con un record di 11-5 (il migliore dal 1969), venendo però subito eliminata dai Miami Dolphins. Nel 1991, i Chiefs vinsero la loro prima gara di playoff dal Super Bowl IV con un 10-6 contro i Los Angeles Raiders. La settimana seguente la squadra perse per 37-14 coi Buffalo Bills nel divisional round. Dopo un'altra sconfitta nel primo turno di playoff del 1993, i Chiefs acquisirono dai San Francisco 49ers il leggendario quarterback Joe Montana che portò la squadra fino alla finale della AFC. Nel 1994 Kansas City si qualificò ai playoff per la quinta stagione consecutiva, uscendo però subito coi Dolphins, gara dopo la quale Montana si ritirò.
Nel 1996, malgrado le pessimistiche previsioni, i Chiefs terminarono col miglior record della NFL (13-3), uscendo però a sorpresa contro gli Indianapolis Colts nel primo turno della post-season. Nel 1996, malgrado un record di 9-7, i Chiefs per la prima volta non raggiunsero i playoff dal 1989. L'anno seguente la squadra tornò a un bilancio di 13-3, perdendo nel divisional round contro i Denver Broncos. Nel 1998 i Chiefs scesero a un record di 7-9. Marty Schottenheimer ricevette aspre critiche per i suoi fallimenti nei playoff e per il suo stile di gioco conservativo (soprannominato "Martyball") e si dimise a fine stagione.
Dopo l'addio di Schottenheimer, questi fu sostituito come capo-allenatore dall'allenatore della difesa Gunther Cunningham. In due anni, Cunningham mostrò pochi segnali di miglioramento, terminando con record di 9-7 e 7-9. Una tragedia colpì la squadra quando Derrick Thomas morì per le conseguenze di un incidente d'auto avvenuto la mattina del 23 gennaio 2000. Dal 2001 al 2005, i Chiefs poterono contare su un attacco d'alto livello guidato dal quarterback Trent Green, dal running back Priest Holmes e dal tight end Tony Gonzalez, con Dick Vermeil in panchina, non riuscendo tuttavia a vincere alcuna partita di playoff in quel periodo.
Dal 2006 al 2012, i Chiefs vissero diversi tentativi di ricostruzione, con il running back Jamaal Charles che si affermò come la stella della squadra. Kansas City toccò il fondo nel 2012 quando terminò col peggior record della NFL, 2-14. Dal 2013 fu l'ex allenatore dei Philadelphia Eagles Andy Reid a prendere in mano le redini della franchigia, vincendo tutte le prime nove partite e riportando la squadra ai playoff, dove fu eliminata nel primo turno dagli Indianapolis Colts malgrado un cospicuo vantaggio.
Nel 2016 e 2017 la squadra vinse la propria division guidata dal quarterback Alex Smith. Nel 2018 questi fu sostituito da Patrick Mahomes, scelto nel primo giro dell'anno precedente, che rispose passando oltre 5.000 yard e 50 touchdown, diventando il primo giocatore della storia della squadra a venire premiato come MVP della NFL. Nei playoff i Chiefs furono eliminati nella finale della AFC ai tempi supplementari dai Patriots futuri campioni. L'anno successivo Kansas City vinse il quarto titolo di division consecutivo e nei playoff batté i Texans e i Titans, malgrado l'essersi trovata in svantaggio in entrambe le partite. Il 3 febbraio 2020 all'Hard Rock Stadium di Miami i Chiefs batterono i San Francisco 49ers per 31-20 nel Super Bowl LIV, conquistando il primo titolo dopo cinquant'anni. Mahomes venne eletto MVP della gara.
Il 12 febbraio 2023 nel Super Bowl LVII i Chiefs batterono i Philadelphia Eagles per 38-35 conquistando il secondo titolo in quattro anni. Mahomes completó 21 passaggi su 27 per 182 yard, 3 touchdown e nessun intercetto subito, venendo nuovamente premiato come miglior giocatore della finalissima. Divenne così il primo giocatore da Kurt Warner nel 1999 a vincere il titolo di MVP della NFL e il Super Bowl nella stessa stagione. Divenne inoltre il terzo giocatore della storia dopo Joe Montana e Tom Brady a vincere sia il premio di MVP del Super Bowl che quello di MVP della lega più di una volta in carriera.

## Cronistoria
Questa è la lista delle ultime 5 stagioni dei Chiefs.

| Cronistoria dei Kansas City Chiefs | Cronistoria dei Kansas City Chiefs | Cronistoria dei Kansas City Chiefs | Cronistoria dei Kansas City Chiefs | Cronistoria dei Kansas City Chiefs | Cronistoria dei Kansas City Chiefs | Cronistoria dei Kansas City Chiefs | Cronistoria dei Kansas City Chiefs | Cronistoria dei Kansas City Chiefs | Cronistoria dei Kansas City Chiefs | Cronistoria dei Kansas City Chiefs |                              |
| Stagione di lega                   | Stagione di squadra                | Lega                               | Conference                         | Division                           | Stagione regolare                  | Stagione regolare                  | Stagione regolare                  | Stagione regolare                  | Play-off | Premi individuali                  |                              |
| Stagione di lega                   | Stagione di squadra                | Lega                               | Conference                         | Division                           | Pos.                               | V                                  | S                                  | P                                  | Play-off | Premi individuali                  |                              |
| ---------------------------------- | ---------------------------------- | ---------------------------------- | ---------------------------------- | ---------------------------------- | ---------------------------------- | ---------------------------------- | ---------------------------------- | ---------------------------------- | --- | ---------------------------------- | ---------------------------- |
| 2015                               | 2015                               | NFL                                | AFC                                | West                               | 2                                  | 11                                 | 5                                  | 0                                  | V Wild Card Game contro gli Houston Texans (30-0) S Divisional play-off contro i New England Patriots (27-20)                                                      |                                    |                              |
| 2016                               | 2016                               | NFL                                | AFC                                | West                               | 1                                  | 12                                 | 4                                  | 0                                  | S Divisional play-off contro i Pittsburgh Steelers (18-16) |                                    |                              |
| 2017                               | 2017                               | NFL                                | AFC                                | West                               | 1                                  | 10                                 | 6                                  | 0                                  | S Wild Card Game contro i Tennessee Titans (22-21) |                                    |                              |
| 2018                               | 2018                               | NFL                                | AFC                                | West                               | 1                                  | 12                                 | 4                                  | 0                                  | V Divisional play-off contro gli Indianapolis Colts (31-13) S AFC Championship contro i New England Patriots (37-31 dts)                                           |                                    |                              |
| 2019                               | 2019                               | NFL                                | AFC                                | West                               | 1                                  | 12                                 | 4                                  | 0                                  | V Divisional play-off contro gli Houston Texans (51-31) V AFC Championship contro i Tennessee Titans (35-24) V Super Bowl LIV contro i San Francisco 49ers (31-20) |                                    |                              |
| Totale                             | Totale                             | Totale                             | Totale                             | Totale                             | Totale                             | 481                                | 423                                | 12                                 | Record di stagione regolare | Record di stagione regolare        | Record di stagione regolare  |
| Totale                             | Totale                             | Totale                             | Totale                             | Totale                             | Totale                             | 13                                 | 19                                 |                                    | Record dei play-off | Record dei play-off                | Record dei play-off          |
| Totale                             | Totale                             | Totale                             | Totale                             | Totale                             | Totale                             | 494                                | 442                                | 12                                 | Stagione regolare e play-off | Stagione regolare e play-off       | Stagione regolare e play-off |

Legenda
- Vittoria nel Super Bowl (dal 1966)
- Vittoria nella lega (1920-1969)
- Vittoria nella Conference

- Vittoria nella Division
- Qualificazione al Wild Card Game (dal 1978)
- V = Vittorie

- S = Sconfitte
- P = Pareggi
- T = Posizione a pari merito

## Apparizioni al Super Bowl
| Anno                     | Allenatore               | Super Bowl               | Città                    | Avversario               | Punteggio | Record |
| ------------------------ | ------------------------ | ------------------------ | ------------------------ | ------------------------ | --------- | ------ |
| 1966                     | Hank Stram               | I                        | Los Angeles              | Green Bay Packers        | S 10-35   | 12-3-1 |
| 1969                     | Hank Stram               | IV                       | New Orleans              | Minnesota Vikings        | V 23-7    | 13-3   |
| 2019                     | Andy Reid                | LIV                      | Miami                    | San Francisco 49ers      | V 31 - 20 | 12-4   |
| 2020                     | Andy Reid                | LV                       | Tampa                    | Tampa Bay Buccaneers     | S 9 - 31  | 14-2   |
| 2022                     | Andy Reid                | LVII                     | Glendale                 | Philadelphia Eagles      | V 38 - 35 | 14-3   |
| 2023                     | Andy Reid                | LVIII                    | Paradise                 | San Francisco 49ers      | V 25 - 22 | 11-6   |
| 2024                     | Andy Reid                | LIX                      | New Orleans              | Philadelphia Eagles      | S 22 - 40 | 15-2   |
| Totale Super Bowl vinti: | Totale Super Bowl vinti: | Totale Super Bowl vinti: | Totale Super Bowl vinti: | Totale Super Bowl vinti: | 4         | 4      |

## Giocatori importanti

### Membri della Pro Football Hall of Fame
Fino alla classe 2023, diciassette giocatori e sei membri dello staff dei Chiefs sono stati inseriti nella Pro Football Hall of Fame.
| Hall of Famer dei Kansas City Chiefs |                    |                            |                 |           |
| N. | Giocatore          | Ruolo                      | Anni            | Induzione |
| - | Lamar Hunt         | Fondatore franchigia e AFL | 1960-72         | 1972      |
| 78 | Bobby Bell 1 2     | LB                         | 1963-74         | 1983      |
| 63 | Willie Lanier 1 2  | LB                         | 1967-77         | 1986      |
| 16 | Len Dawson 2       | QB                         | 1963-75         | 1987      |
| 86 | Buck Buchanan 1 2  | DT                         | 1963-75         | 1990      |
| 3 | Jan Stenerud 1 2   | K                          | 1967-79         | 1991      |
| 53 | Mike Webster       | C                          | 1989-90         | 1997      |
| 19 | Joe Montana        | QB                         | 1993-94         | 2000      |
| - | Marv Levy          | Allenatore                 | 1978-82         | 2001      |
| - | Hank Stram 1 2     | Allenatore                 | 1960-74         | 2003      |
| 32 | Marcus Allen       | RB                         | 1993-97         | 2003      |
| 1 | Warren Moon        | QB                         | 1999-2000       | 2006      |
| 18 | Emmitt Thomas 1 2  | CB                         | 1966–1978       | 2008      |
| 58 | Derrick Thomas     | LB                         | 1989-99         | 2009      |
| 61 | Curley Culp1 2     | DT                         | 1968-74         | 2013      |
| 68 | Will Shields       | G                          | 1993–2006       | 2015      |
| - | Bill Polian        | Osservatore                | 1978-1982       | 2015      |
| - | Bobby Beathard     | Osservatore                | 1963, 1966–1967 | 2018      |
| 88 | Tony Gonzalez      | TE                         | 1997–2008       | 2019      |
| 24 | Ty Law             | CB                         | 2006–2007       | 2019      |
| 42 | Johnny Robinson1 2 | S                          | 1960–1971       | 2019      |
| - | Dick Vermeil       | Allenatore                 | 2001–2005       | 2022      |
| 24 | Darrelle Revis     | CB                         | 2017            | 2023      |
| 1 Carriera iniziata nella American Football League. 2 Membro della stagione 1969 i cui i Chiefs vinsero il Super Bowl I nomi in grassetto hanno trascorso tutta la loro carriera con i Dallas Texans/Kansas City Chiefs. |                    |                            |                 |           |

### Numeri ritirati

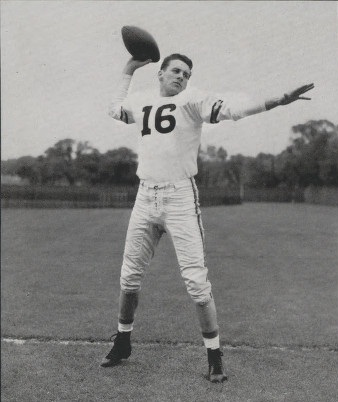
Len Dawson.

| Numeri ritirati dai Kansas City Chiefs |                   |       |         |
| N. | Giocatore         | Ruolo | Anni    |
| 3 | Jan Stenerud      | K     | 1967-79 |
| 16 | Len Dawson        | QB    | 1962-75 |
| 18 | Emmitt Thomas     | CB    | 1966-78 |
| 28 | Abner Haynes      | RB    | 1960-64 |
| 33 | Stone Johnson 1 2 | RB    | 1963    |
| 36 | Mack Lee Hill 2   | RB    | 1964-65 |
| 58 | Derrick Thomas 2  | LB    | 1989-99 |
| 63 | Willie Lanier     | LB    | 1967-77 |
| 78 | Bobby Bell        | LB    | 1963-74 |
| 86 | Buck Buchanan     | DT    | 1963-75 |
| 1 Mai stato nel roster di alcuna stagione dei Chiefs. Il suo numero fu ritirato dopo la sua morte nel training camp del 1963. 2 Ritiro del numero postumo. I nomi in grassetto hanno trascorso tutta la carriera con i Dallas Texans/Kansas City Chiefs. Il numero 37 non è stato più indossato dalla morte di Joe Delaney. Il 58 non è più stato indossato dalla morte di Derrick Thomas ed è stato ritirato ufficialmente nel 2009. I numeri 16 e 28 sono gli unici ad essere stati indossati da un singolo giocatore (Dawson e Haynes rispettivamente). |                   |       |         |

### Premi individuali
| MVP della NFL |                 |       |
| Anno          | Giocatore       | Ruolo |
| 2018          | Patrick Mahomes | QB    |
| 2022          | Patrick Mahomes | QB    |

| Giocatore offensivo dell'anno |                 |       |
| Anno                          | Giocatore       | Ruolo |
| 2018                          | Patrick Mahomes | QB    |

| MVP del Super Bowl |                 |       |
| SB                 | Giocatore       | Ruolo |
| IV                 | Len Dawson      | QB    |
| LIV                | Patrick Mahomes | QB    |
| LVII               | Patrick Mahomes | QB    |
| LVIII              | Patrick Mahomes | QB    |

| MVP del Pro Bowl |                 |       |
| Anno             | Giocatore       | Ruolo |
| 1966             | Jan Stenerud    | PK    |
| 1966             | Willie Lanier   | LB    |
| 2013             | Derrick Johnson | LB    |
| 2018             | Patrick Mahomes | QB    |

| Rookie difensivo dell'anno |                |       |
| Anno                       | Giocatore      | Ruolo |
| 1984                       | Bill Maas      | DT    |
| 1988                       | Derrick Thomas | LB    |
| 1992                       | Dale Carter    | LB    |
| 2015                       | Marcus Peters  | CB    |

### Record di franchigia
Carriera
| Record in carriera |                 |        |
| Categoria          | Giocatore       | Numero |
| Yard passate       | Patrick Mahomes | 28.715 |
| TD passati         | Len Dawson      | 237    |
| Yard ricevute      | Tony Gonzalez   | 10.940 |
| TD su ric.         | Travis Kelce    | 77     |
| Yard corse         | Jamaal Charles  | 7.260  |
| TD su corsa        | Priest Holmes   | 76     |

Stagionali
| Record stagionali |                         |        |           |
| Categoria         | Giocatore               | Numero | Anno      |
| Yard passate      | Patrick Mahomes         | 5.250  | 2022      |
| TD passati        | Patrick Mahomes         | 50     | 2018      |
| Yard ricevute     | Tyreek Hill             | 1.479  | 2018      |
| TD su ric.        | Dwayne Bowe Tyreek Hill | 15     | 2010 2020 |
| Yard corse        | Larry Johnson           | 1.789  | 2006      |
| TD su corsa       | Priest Holmes           | 27     | 2003      |

## La squadra
- (EN) Roster su NFL.com, su nfl.com.
- (EN) Roster su kcchiefs.com, su kcchiefs.com.

| Roster dei Kansas City Chiefs |
| --- |
| Quarterback - 15 Patrick Mahomes - 11 Carson Wentz Running Back - 29 Kareem Hunt - 10 Isiah Pacheco - 34 Samaje Perine - 42 Carson Steele FB Wide Receiver - 5 Marquise Brown - 8 DeAndre Hopkins - 81 Nikko Remigio - 9 JuJu Smith-Schuster - 84 Justin Watson - 1 Xavier Worthy Tight End - 83 Noah Gray - 88 Peyton Hendershot - 87 Travis Kelce Offensive Linemen - 66 Mike Caliendo LG - 75 Ethan Driskell RT - 61 C.J. Hanson RG - 52 Creed Humphrey C - 70 D.J. Humphries LT - 64 Wanya Morris LT - 60 Hunter Nourzad C - 65 Trey Smith RG - 76 Kingsley Suamataia LT - 74 Jawaan Taylor RT - 62 Joe Thuney LG Defensive Linemen - 97 Felix Anudike-Uzomah DE - 51 Mike Danna DE - 94 Malik Herring DE - 95 Chris Jones DT - 56 George Karlaftis DE - 91 Derrick Nnadi DT - 90 Charles Omenihu DE - 69 Mike Pennel DT - 98 Tershawn Wharton DT Linebacker - 32 Nick Bolton MLB - 54 Leo Chenal OLB - 44 Cam Jones OLB - 23 Drue Tranquill OLB - 55 Joshua Uche OLB Defensive Back - 27 Chamarri Conner FS - 6 Bryan Cook FS - 21 Jaden Hicks SS - 13 Nazeeh Johnson CB - 22 Trent McDuffie CB - 20 Justin Reid SS - 30 Christian Roland-Wallace CB - 39 Keith Taylor CB - 35 Jaylen Watson CB - 2 Joshua Williams CB Special Team - 14 Matt Araiza P - 7 Harrison Butker K - 41 James Winchester LS Lista delle riserve - -- Shaun Bradley OLB (Futures) - 43 Jack Cochrane MLB (IR) - 89 Jody Fortson TE (IR) - 17 Mecole Hardman WR (IR) - 70 McKade Mettauer G (IR) - 24 Skyy Moore WR (IR) - 4 Rashee Rice WR (IR) - 40 Spencer Shrader K (IR) - -- Jason Taylor II S (Futures) - 53 B.J. Thompson DE (NF-Ill.) - 92 Marlon Tuipulotu DT (IR) - 12 Jared Wiley TE (IR) Squadra di allenamento - 50 Swayze Bozeman OLB - -- Jason Brownlee WR - 26 Deon Bush SS - 48 Cole Christiansen OLB - 47 Baylor Cupp TE (Practice squad/Injured) - 85 Anthony Firkser TE - 72 Chukwuebuka Godrick LT - 99 Siaki Ika DT - 38 Keaontay Ingram RB - 31 Nic Jones CB - 96 Fabien Lovett DT - 38 Steven Nelson CB - 19 Chris Oladokun QB - 82 Justyn Ross WR - 46 Darius Rush CB - 29 Eric Scott Jr. CB - 19 Tyquan Thornton WR - 80 Montrell Washington WR Roster aggiornato al 9 febbraio 2025 53 attivi, 12 inattivi, 16 nella squadra di allenamento |
| Legenda - I rookie sono in corsivo. - Il primo ruolo è il principale mentre gli eventuali successivi indicano i ruoli secondari. - (IR) sta per Injured Reserve ed indica la lista ristretta per un solo giocatore infortunato che può tornare ad allenarsi dopo la settimana 6 e a rientrare in prima squadra dopo che questa ha giocato 8 partite. - (NF-Inj.) / (NF-Ill.) stanno rispettivamente per Non-Football Injured e Non-Football Illness ed indicano le liste dove viene inserito un giocatore che ha un infortunio o una malattia non dipendente dal football americano. - (PUP) sta per Physically Unable to Perform ed indica la lista dove viene inserito un giocatore mentre è in attesa di recuperare la condizione fisica. Nella stagione regolare dopo la sesta partita giocata dalla propria squadra, il giocatore ha tempo tre settimane per riprendere ad allenarsi, più tre settimane aggiuntive dal suo rientro agli allenamenti per rientrare in prima squadra. |

## Staff

### Allenatori
| Legenda | Legenda                                                       |
| ------- | ------------------------------------------------------------- |
| PA      | Partite allenate                                              |
| V       | Vittorie                                                      |
| S       | Sconfitte                                                     |
| P       | Pareggio                                                      |
| V%      | Percentuale di vittorie                                       |
|         | Ha trascorso l'intera sua carriera da allenatore con i Chiefs |
|         | Eletto nella Pro Football Hall of Fame                        |

Note: Statistiche aggiornate a fine stagione 2022.
| Num.               | Nome                 | Stagione/i    | PA                | V                 | S                 | P                 | V%                | PA      | V       | S       | Successi                                                          | Note   |
| Num.               | Nome                 | Stagione/i    | Stagione regolare | Stagione regolare | Stagione regolare | Stagione regolare | Stagione regolare | Playoff | Playoff | Playoff | Successi                                                          | Note   |
| ------------------ | -------------------- | ------------- | ----------------- | ----------------- | ----------------- | ----------------- | ----------------- | ------- | ------- | ------- | ----------------------------------------------------------------- | ------ |
| Kansas City Chiefs |                      |               |                   |                   |                   |                   |                   |         |         |         |                                                                   |        |
| 1                  | Hank Stram           | 1960-1974     | 210               | 124               | 76                | 0                 | .620              | 8       | 5       | 3       | Eletto nella Pro Football Hall of Fame (2003) Vince Super Bowl IV | [ 8 ]  |
| 2                  | Paul Wiggin          | 1975-1977     | 35                | 11                | 24                | 0                 | .314              | —       | —       | —       |                                                                   | [ 9 ]  |
| 3                  | Tom Bettis           | 1977          | 7                 | 1                 | 6                 | 0                 | .143              | —       | —       | —       |                                                                   | [ 10 ] |
| 4                  | Marv Levy            | 1978-1982     | 73                | 31                | 42                | 0                 | .425              | —       | —       | —       | Eletto nella Pro Football Hall of Fame (2001)                     | [ 11 ] |
| 5                  | John Mackovic        | 1983-1986     | 64                | 30                | 34                | 0                 | .469              | 1       | 0       | 1       |                                                                   | [ 12 ] |
| 6                  | Frank Gansz          | 1987-1988     | 31                | 8                 | 22                | 1                 | .274              | —       | —       | —       |                                                                   | [ 13 ] |
| 7                  | Marty Schottenheimer | 1989-1998     | 160               | 101               | 58                | 1                 | .634              | 10      | 3       | 7       |                                                                   | [ 14 ] |
| 8                  | Gunther Cunningham   | 1999-2000     | 32                | 16                | 16                | 0                 | .500              | —       | —       | —       |                                                                   | [ 15 ] |
| 9                  | Dick Vermeil         | 2001-2005     | 80                | 44                | 36                | 0                 | .550              | 1       | 0       | 1       | Eletto nella Pro Football Hall of Fame (2022)                     | [ 16 ] |
| 10                 | Herm Edwards         | 2006-2008     | 48                | 15                | 33                | 0                 | .313              | 1       | 0       | 1       |                                                                   | [ 17 ] |
| 11                 | Todd Haley           | 2009-2011     | 45                | 19                | 26                | 0                 | .422              | 1       | 0       | 1       |                                                                   | [ 18 ] |
| 12                 | Romeo Crennel        | 2011-2012     | 19                | 4                 | 15                | 0                 | .211              | —       | —       | —       |                                                                   | [ 19 ] |
| 13                 | Andy Reid            | 2013-presente | 162               | 117               | 45                | 0                 | .722              | 19      | 12      | 7       | Vince 3 Super Bowl (LIV, LVII, LVIII)                             | [ 20 ] |

### Staff attuale
| Staff dei Kansas City Chiefs |
| --- |
| Organi dirigenziali - Chairman/CEO: Clark Hunt - Presidente – Mark Donovan - General manager – Brett Veach - Vice presidente senior delle operazioni del football e strategia – Chris Shea - Direttore del personale dei giocatori – Mike Bradway - Direttore del personale dei giocatori/professionisti – Tim Terry - Direttore del personale dei giocatori/college – Ryne Nutt - Dirigente del personale senior – Willie Davis - Co-direttore degli osservatori del college – Pat Sperduto and David Hinson - Assistente del direttore dell'amministrazione del football – Jack Wolov Capo allenatore - Andy Reid - Assistente c.a./coordinatore special team – Dave Toub Altri allenatori - Vice presidente della medicina sportiva e performance – Rick Burkholder - Preparatore atletico/direttore della scienza sportiva – Ryan Reynolds - Assistente p.a. – Greg Carbin - Assistente p.a. – Tyler Judkins - Assistente p.a. – Spencer Reid Allenatori dell'attacco - Coordinatore offensivo – Matt Nagy - Coordinatore gioco sui passaggi – Joe Bleymaier - Quarterback – David Girardi - Running back – Todd Pinkston - Assistente running back – Porter Ellett - Wide receiver – Connor Embree - Tight end – Tom Melvin - Offensive line – Andy Heck - Assistente offensive line – Corey Matthaei - Assistente attacco – Kevin Saxton - Controllo qualità attacco/assistente quarterback – Dan Williams Allenatori della difesa - Coordinatore difensivo: Steve Spagnuolo - Defensive line – Joe Cullen - Linebacker/coordinatore gioco sulle corse – Brendan Daly - Outside linebacker – Rod Wilson - Defensive back – Dave Merritt - Assistente difesa senior – Matt House - Controllo qualità difesa – Louie Addazio - Controllo qualità difesa – Chris Orr - Controllo qualità difesa – Alex Whittingham Allenatori dello special team - Assistente dello Special Team: Andy Hill |

## Rivalità
Il fatto che la AFC West sia sempre stata composta dalle medesime franchigie dalla sua fondazione ha fatto sì che le quattro squadre che vi appartengono sviluppassero una fortissima rivalità tra loro. Pertanto i tifosi dei Chiefs considerano come rivali i Broncos, i Chargers e soprattutto i Raiders. Fino al 2015, inoltre, competevano per la Governor's Cup con i loro rivali interstatali.

### Oakland/Las Vegas Raiders
Quella tra Chiefs e Raiders è considerata una tra le rivalità più accese nell'intera NFL. Le due squadre hanno sempre giocato nella stessa division dalla creazione dell'American Football League nel 1960, per poi passare entrambe alla AFC West. La scintilla che ha fatto nascere l'astio tra i tifosi è riconducibile al 1967, quando la squadra di baseball dei Kansas City Athletics lasciò il Missouri per trasferirsi ad Oakland. Questo, unito al fatto che entrambe le squadre stessero vivendo periodi di successo, ha generato un reciproco astio che permane ancora oggi. Molti giocatori, da entrambe le parti, hanno approfondito in alcune interviste l'intensità della rivalità: l'ex linebacker dei Raiders e nativo di Oakland Kirk Morrison riportò che nella sua città, date le rivalità dei Raiders con i Chiefs ed i 49ers, è inevitabile "crescere odiando i colori rosso ed oro", mentre Harvey Williams (che ha giocato per entrambe le franchigie) ha affermato che tutto è riassumibile in "una sola parola: sangue".

### Denver Broncos
La rivalità tra i Chiefs ed i Broncos risale a quando i primi giocavano ancora a Dallas. I Texans/Chiefs ebbero spesso la meglio sulla squadra del Colorado nel periodo della AFL, ma da allora i Broncos hanno migliorato il loro rendimento negli scontri diretti e vinto tre volte il Super Bowl. Le partite sono spesso molto dure e fisiche, oltre a rivelarsi equilibrate ed incerte, e nella maggior parte dei casi si concludono con la vittoria della squadra di casa (si tratta infatti di una delle rivalità con i migliori "home-field advantages" di tutta la NFL).

### Los Angeles Chargers
Nonostante lo spostamento dei Chiefs da Dallas a Kansas City e gli spostamenti dei Chargers tra Los Angeles e San Diego, queste due franchigie competono nella stessa division dal 1960 ed i continui incontri tra le due squadre hanno generato una sentita rivalità da entrambe le parti.

### Governor's Cup
La Governor's Cup, nota anche come Battle of Missouri o Show-me State Showdown, era un trofeo disputatosi in due periodi distinti tra il 1970 ed il 2015 ed assegnato alla squadra NFL dello stato del Missouri che riuscisse ad ottenere più vittorie sull'altra all'interno della stagione NFL, contando eventuali incontri di pre-stagione, stagione regolare e playoff. Dal 1970 al 1987 i Chiefs si disputavano il trofeo con i St. Louis Cardinals, ma la competizione e la rivalità creatasi anche a causa della rivalità geografica tra le città di Kansas City e St. Louis è terminata con il trasferimento dei Cardinals a Phoenix, in Arizona. Tuttavia la Governor's Cup riprese nel 1996 con l'arrivo a St. Louis dei Rams ed ha generato una rivalità accesa tra le due squadre fino al ritorno dei Rams a Los Angeles nel 2016.